# Псевдогаллюцинация
Псевдогаллюцина́ция (син.: ложная галлюцинация; от др.-греч. ψευδής — ложный, лат. hallūcinātiō — бредни, мечтания) — образ, возникающий в сознании при отсутствии реального объекта восприятия, характеризующийся чувственной определённостью, конкретностью, но, в отличие от истинных галлюцинаций, не отождествляющийся с существующими в действительности предметами и явлениями. Псевдогаллюцинации встречаются намного чаще, чем галлюцинации.
Термин «псевдогаллюцинация» был впервые употреблён немецким психиатром В. Хагеном (Гагеном). Разработка учения о псевдогаллюцинациях является заслугой русского учёного В. Х. Кандинского.

## Основные признаки
Насчитывается три основных признака, отличающих псевдогаллюцинации от истинных галлюцинаций:
- интрапроекция. Псевдогаллюцинации возникают лишь в субъективном психическом пространстве больного[3], который воспринимает их не обычными органами чувств, а «видит внутренним оком», «слышит внутренним слухом»[4].
- чувственная яркость. Как отмечал ещё В. Х. Кандинский, образы псевдогаллюцинаций намного реалистичнее, чем «образы воспоминания и фантазии»[5] (что прослеживается не только в целом, но и в мельчайших деталях[5][3]), и исчезают из памяти сразу, а не постепенно[5][3].
- ощущение «сделанности». Больной воспринимает иллюзорные образы как результат насильственного воздействия извне. Такое отчуждение собственного психического акта роднит псевдогаллюцинации с другими проявлениями синдрома Кандинского — Клерамбо, в частности — бредом воздействия.

## Виды псевдогаллюцинаций
Псевдогаллюцинации, как и истинные галлюцинации, разделяются по органам чувств:
- зрительные псевдогаллюцинации возникают при ясном сознании[6]. При таких расстройствах восприятия больные видят «сквозь стены зданий», созерцают различные картины, которые им демонстрируют. Иллюзорные образы легко отличить от реальных, поскольку первые характеризуются отсутствием телесности, объективности;
- при слуховых псевдогаллюцинациях больные слышат «звучание мыслей», «эхо мыслей», «разговоры в голове нескольких голосов». «Источники звука» при этом могут находиться в необычном месте (в животе) или на нереальном для восприятия расстоянии (на Марсе). Псевдогаллюцинации также могут носить характер беззвучных окликов или обращений по уменьшительному имени, принадлежащих незнакомым лицам (симптом Каннабиха-Лиознер, отмечаемый в манифестной стадии шизофрении). Некоторые исследователи также выделяют апперцептивные псевдогаллюцинации, которые являются разновидностью слуховых: их характеризует чувство «вытягивания» или, наоборот, «вколачивания» мыслей[7]. К слуховым псевдогаллюцинациям близки психические галлюцинации Байярже, при которых больные слышат «беззвучные голоса», «беззвучные мысли», «тайный внутренний голос»;
- обонятельные и вкусовые псевдогаллюцинации характеризуются субъективным ощущением «сделанности» запахов и вкусов, которые зачастую очень неприятны для пациента;
- при двигательных (кинестетических, проприоцептивных) псевдогаллюцинациях возникает иллюзия навязанности извне тех или иных движений;
- при речедвигательных псевдогаллюцинациях больные ощущают, что органы речи начинают действовать помимо воли, что их языком произносят слова или целые фразы.

В ряде случаев возможны комбинации различных видов псевдогаллюцинаций. Так, один из пациентов В. Х. Кандинского утверждал, что находится под наблюдением тайных агентов — «токистов», которые передают ему свои сообщения с помощью электрического тока («при этом больной должен внутренно <…> слышать то, что хотят его заставить слышать токисты» — типичный пример псевдогаллюцинаций слуха), вызывают неприятные вкусовые и обонятельные ощущения, «фабрикуют» мысли, демонстрируют его «душевным очам» непристойные образы.

## Связанные расстройства
Псевдогаллюцинации обычно входят в структуру синдрома Кандинского — Клерамбо. Наблюдаются при шизофрении, систематической парафрении (в основном, зрительные), при хронических экзогенных психозах (в основном, зрительные).